# Eslovenia en el Festival de la Canción de Eurovisión 2023
Eslovenia participará en el LXVII Festival de la Canción de Eurovisión, que se celebrará en Liverpool, Reino Unido del 9 al 13 de mayo de 2023, tras la imposibilidad de Ucrania de acoger el concurso por la victoria de Kalush Orchestra con la canción «Stefania». La Radiotelevizija Slovenija (RTVSLO) (Radiotelevisión Eslovena en español) decidió prescindir de su formato tradicional, el EMA, anunciando la elección interna del grupo alternativo Joker Out!. Su tema se publicará el 4 de febrero de 2023.

## Historia de Eslovenia en el Festival
Eslovenia es uno de los países de Europa del Este que se fueron uniendo al festival después de la disolución de Yugoslavia, debutando en 1993, tras ganar «Kvalifikacija za Millstreet», la primera ronda eliminatoria realizada para el festival tras la alta demanda de países que deseaban participar en el concurso. Desde entonces el país ha concursado en 27 ocasiones, siendo su mejor participación en 1995 y en 2001, cuando se colocaron en 7.ª posición con Darja Švajger con la balada en esloveno «Prisluhni mi» y Nuša Derenda con el tema electropop «Energy». Así mismo, el país se ha colocado en una ocasión más dentro de los 10 mejores del concurso: en 1997. Desde la introducción de las semifinales, Eslovenia ha logrado estar en la final solo en 6 ocasiones, siendo uno de los países con más eliminaciones en semifinales.
En 2022, los ganadores del tradicional EMA LPS, no clasificó a la final terminando en 17.ª posición con 15 puntos en la primera semifinal con el tema «Disko».

## Representante para Eurovisión

### Elección Interna
Eslovenia a través de su televisora RTVSLO confirmó su participación en el Festival de la Canción de Eurovisión 2023 en septiembre de 2022. Un par de días después, la cantante Alenka Gotar, ex representante eslovena en el festival de 2007 y actual miembro del Consejo de Programación de la RTVSLO confirmó a través de redes sociales que la cadena consideró retirarse del concurso. Un mes después, en octubre de 2022, el director en jefe de la programación de Entretenimiento de la cadena, Vanjo Vardjan defendió la participación del país en el concurso, citando que las audiencias del festival y los contenidos relacionados superaban con creces la audiencia normal de la cadena, así como lo consideró un escaparate para la industria musical eslovena.
Finalmente, tras varios rumores sobre si Eslovenia utilizaría el EMA como su preselección y la fecha del anuncio del formato, la RTVSLO convocó a una rueda de prensa el 8 de diciembre donde anunció al grupo de música alternativa Joker Out! como los representantes de Eslovenia en el Festival de Eurovisión. Sobre la elección del grupo, Vanja Vardan declaró:

«Nos hemos decantado por la elección interna porque es un buen sistema con resultados comprobados. Nuestros elegidos, Joker Out, aportan calidad a la música eslovena para el disfrute de todos los públicos, como antes lo hicieron Magnifico, Siddharta o Big Foot Mama. Queríamos encontrar un representante popular, con un buen sonido, y estamos convencidos de que lo hemos encontrado».
Vanja Vardjan

Joker Out! declaró que ya se encontraban trabajando en una canción para presentarla al EMA cuando la cadena les ofreció ser directamente los representantes en Eurovisión. Así mismo, se anunció que la canción sería grabada en Hamburgo durante ese fin de semana y la canción sería publicada el 4 de febrero de 2023.
A mediados de enero se confirmó que para la presentación de la canción se realizaría un programa especial llamado Misija Liverpool (Misión Liverpool), el cual fue grabado el 27 de enero de 2023 para emitirse una semana después, dándole la posibilidad a los fanes del concurso y público en general asistir a la grabación a través de un contacto de correo con la RTVSLO.

#### Misija Liverpool
El programa Misija Liverpool fue emitido por la RTVSLO el 4 de febrero de 2023 a las 20:00 CET. El programa especial fue conducido por Miša Molk, ex comentarista del festival para Eslovenia en 1992 y entre 1996 y 2000. Actuaron como invitados ex representantes de Eslovenia en el festival: Amaya (2011), LPS (2022), Tomaž Mihelič (2002, como miembro de Sestre) y Nuša Derenda (2001); así mismo, actuó Konstrakta, representante de Serbia en 2022. Al final del show, se realizó la presentación del tema: «Carpe Diem», compuesto por el vocalista de la banda Bojan Cvjetićanin, siendo una canción rock íntegra en esloveno. El videoclip fue presentado dentro del especial y una vez terminado estuvo disponible inmediatamente en el canal oficial de YouTube.

## En Eurovisión
De acuerdo a las reglas del festival, todos los concursantes deben iniciar desde las semifinales, a excepción del anfitrión (en este caso, Reino Unido), el ganador del año anterior, Ucrania y el Big Five compuesto por Alemania, España, Francia, Italia y el propio Reino Unido. En el sorteo realizado el 31 de enero de 2023, Eslovenia fue sorteada en la segunda semifinal del festival. En este mismo sorteo, se determinó que participaría en la segunda mitad de la semifinal (posiciones 9-16). Semanas después, ya conocidos los artistas y sus respectivas canciones participantes, la producción del programa dio a conocer el orden de actuación, determinando que el país participaría en la décima posición, después de Polonia y precediendo a Georgia.